# トーンイップ
トーンイップ（タイ語: ทองหยิบ 、発音 [tʰɔ̄ːŋ jìp] ）、英語名称「ピンチドゴールドエッグヨークス」は、タイ王国の菓子。 タイにおいて縁起が良いとされる9つのタイ菓子のうちの1つであり、結婚式や叙階、新築祝いなどの重要な行事や式典の際に作られる。 他の多くの卵を主たる材料とする菓子と同じく、アユタヤ王朝時代に日系ポルトガル人のターオ・トーンキープマーによってもたらされた。 trouxas dascaldasと呼ばれるポルトガル の菓子を起源とする。
トーンはタイ語で「金」を、イップは「選ぶこと」をそれぞれ意味し、タイでは、トーンイップは祝福の儀式においてや誰かへの贈り物として振る舞われる時、富と成功をもたらすと信じられている。トーンイップは花の形をしており、トーンイップにおける折り目の数は、好みに応じて3、5、または8にすることができる。